# Horst Lehmann
Horst Lehmann (* 18. Dezember 1929 in Springberg; † 2. August 2016 in Stralsund) war ein deutscher Politiker (SED). Er war 18 Jahre lang Oberbürgermeister der Stadt Stralsund.

## Leben
Horst Lehmann kam nach der Vertreibung 1945/1946 in das damalige Land Mecklenburg-Vorpommern. Er erlernte den Beruf des Bäckers. Er wurde Mitglied der SED und war ab Juli 1951 im Staatsdienst der DDR tätig. Bis 1971 war er Vorsitzender des Rates des Kreises Grimmen.
Am 19. April 1971 wurde Horst Lehmann auf Vorschlag des Rates des Bezirks Rostock zum Oberbürgermeister Stralsunds gewählt, nachdem Heinz Lesener von der Stadtverordnetenversammlung der Stadt Stralsund als Oberbürgermeister Stralsunds abberufen worden war. Zu diesem Zeitpunkt studierte Horst Lehmann noch an der Parteihochschule „Karl Marx“. Er schloss das Studium als Diplomgesellschaftswissenschaftler ab und wurde im August 1971 in sein Amt als OB eingeführt. Gleichzeitig war er Mitglied des Sekretariats der SED-Kreisleitung Stralsund.
Horst Lehmann blieb Oberbürgermeister bis zum 9. November 1989, er verlor sein Amt im Zuge der politischen Wende in der DDR.

## Auszeichnungen
- 1973 Vaterländischer Verdienstorden in Bronze
- 1979 Ehrenmedaille der Nationalen Front